# Assemblée wallonne
De Assemblée wallonne was een Belgische politieke instantie gelinkt aan de Waalse Beweging. Zij werd in 1912 opgericht door Jules Destrée als een officieus parlement voor Wallonië, na een congres in 1912 waaraan een groot aantal Waalse parlementairen en lokaal verkozenen deelnamen.
De assemblee bracht tot in 1940 afgevaardigden van alle Waalse bewegingen en diverse Waalse politieke mandatarissen samen. De katholieken, die nooit echt voor de Waalse zaak waren gewonnen, deden niet mee en ook niet alle socialistische en liberale parlementsleden sloten zich aan. Dat maakte het mogelijk om ook andere betrokkenen in het parlement op te nemen. Er kwamen Waalse burgemeesters en vaste gedeputeerden bij, maar 30% van de raad bestond desondanks uit mensen van buiten de politiek, zoals journalisten, advocaten en industriëlen. Ze waren niet noodzakelijk gebonden aan Waalse organisaties. Het was een erezaak dat de raad apolitiek zou werken en zich dus niet als een partij zou manifesteren.
De raad kwam samen in de stadhuizen van de grote Waalse steden.
Het (officieuze) doel van de zittingen was het bestuderen van de mogelijkheden voor een administratieve scheiding van België, met een nieuwe institutionele structuur voor het land waardoor de Waalse minderheid niet langer voortdurend overstemd konden worden. In de statuten stond echter expliciet dat het de bedoeling was om één land te blijven vormen.
Op 20 april 1913 werd de eerste beslissing van de assemblee genomen: de Waalse Haan als vlag, "Wallon toujours" als devies en de Waalse feestdag, die zou vallen op de laatste zondag van september. Het symbool van de haan werd in gebruik genomen als een eerbetoon aan de Franse republiek.
De Eerste Wereldoorlog maakte een voorlopig einde aan de samenkomsten. De Duitsers gingen over tot de administratieve scheiding van België, maar geen van de Waalse activisten werkte hieraan mee.
Na de oorlog had de assemblee een grote invloed op de publieke opinie tijdens de besprekingen over de wet op het gebruik van het Nederlands in de administratie en over de vervlaamsing van de Rijksuniversiteit Gent. Deze thema's wakkerden echter de interne verdeeldheid tussen de leden aan, waarop de federalisten de organisatie verlieten en die volledig in handen kwam van de unitaristen. De assemblee stond daardoor tegenover de Waalse Beweging, die voor federalisme ijverde. De raad werd daardoor steeds minder representatief en in de jaren dertig ook minder geloofwaardig door de te academische stijl. Na het vertrek van de federalisten vertegenwoordigde de raad een unitair programma, met het verdedigen van het gebruik van het Frans in Vlaanderen. Hij kantte zich tegen het oprichten van regionale parlementen en ministeries.